# Gustaf Andersson (fotbollsspelare, Gais)
Gustaf Andersson var en svensk fotbollsspelare som spelade för Gais säsongerna 1933/1934–1942/1943.
Andersson flyttades upp till Gais representationslag från reservlaget, och spelade då som centerforward. Han gjorde 3 mål på 6 matcher säsongen 1933/1934, då han emellanåt jämfördes med Bror Carlsson och Per Kaufeldt. Han spelade sedan 15 matcher (5 mål) i allsvenskan påföljande säsong och 9 matcher (4 mål) 1935/1936, men därefter bara en enda match säsongen 1936/1937.
Andersson var därefter helt borta ur truppen 1937/1938, då Gais åkte ur allsvenskan, men blev närmast helt ordinarie under Gais tre år i division II västra, och var med och tog upp klubben i allsvenskan igen i ett kval mot Halmstad BK. Även det första året tillbaka i allsvenskan 1941/1942 var han ordinarie som centerhalv då Gais sensationellt tog andraplatsen, men säsongen därefter spelade han bara 9 allsvenska matcher, och han var heller inte med i laget som vann svenska cupen 1942. Inför vårsäsongen 1943 slutade han och ersattes på centerhalven av Gunnar Adamsson.
Trots att Andersson gick in och ut ur truppen under många år hann han spela 110 seriematcher för Gais, och gjorde 16 mål.